# Rocker (Film)
Rocker ist ein Fernsehfilm aus dem Jahr 1972 von Klaus Lemke, der auch das Drehbuch zum Film schrieb.

## Handlung

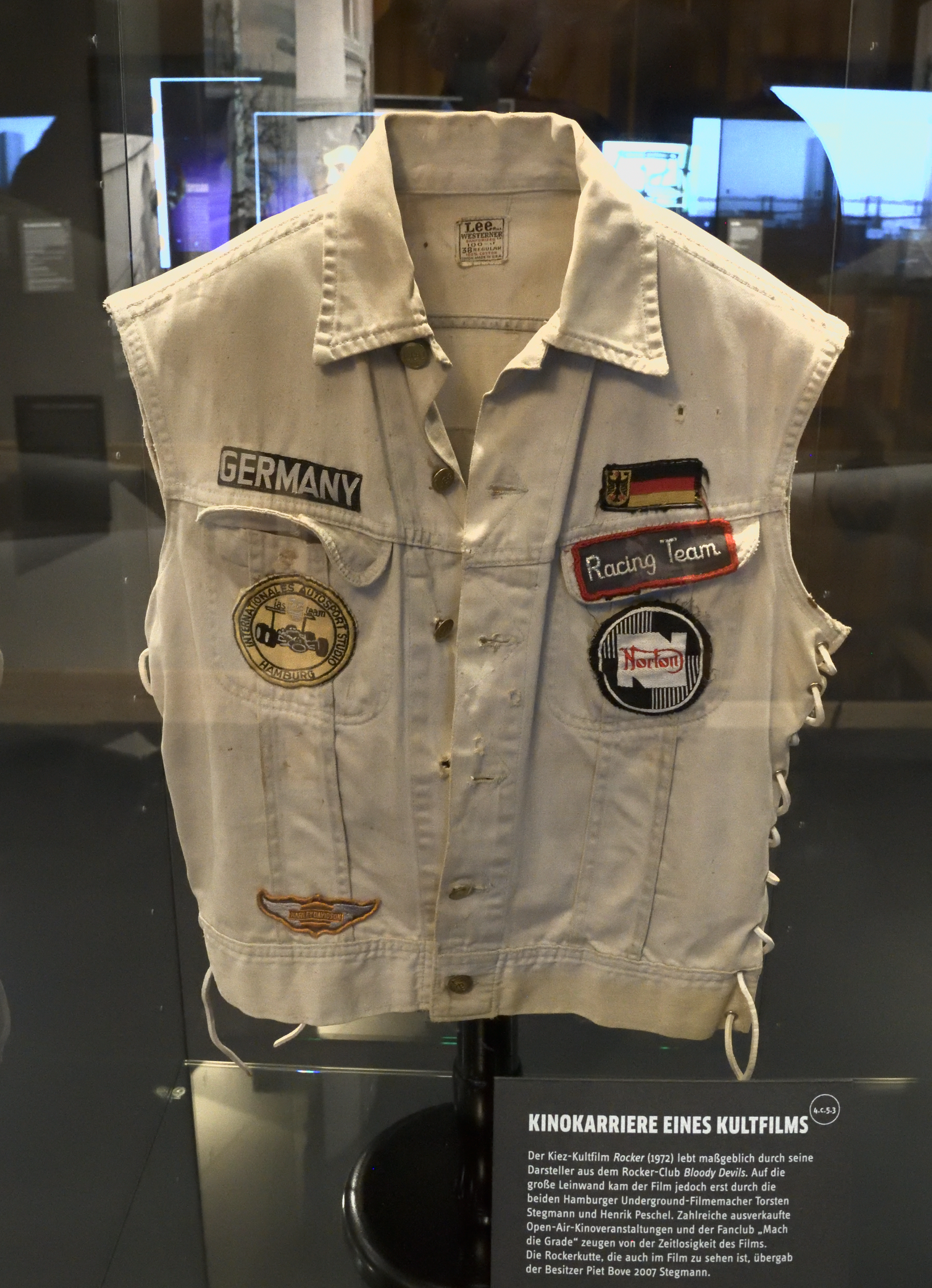
Kutte eines Darstellers in Rocker

Der Film beginnt mit der Entlassung des Rockers Gerd aus dem Gefängnis Fuhlsbüttel. Gerd ist auf Bewährung entlassen. Vor dem Tor des Gefängnisses warten seine Rocker-Freunde, im Spalier auf ihren Motorrädern sitzend, um ihren in die Freiheit entlassenen Kameraden zu empfangen. Am Ende dieser Szene ruft ein Mitglied der Rocker-Gang euphorisch „Bambule!“. 
Gerds frühere Freundin will sich von ihm und den Rockern lösen. Sonja arbeitet als Warenhaus-Verkäuferin. Während Gerd im Fuhlsbütteler Knast saß, hat sie eine Beziehung mit dem Kleinkriminellen Uli Modschiedler angefangen. Gerd fährt mit einer älteren Mercedes-Benz-Limousine aus der Kfz-Werkstatt seines Rockerkumpels zu ihrem Arbeitsplatz, um Sonja
zurückzuerobern. Das gelingt ihm nicht und er geht zu verbalen und handgreiflichen Drohungen über. Einem für den Abend verabredeten Treffen der beiden kommt eine maskierte Bande zuvor, die Gerd in der Dunkelheit niederschlagen, seine Gartenlaube in Brand stecken und ihn an einen Baum fesseln. 
Uli klaut in der Tiefgarage am Hamburger Millerntor einen weißen „Daimler“ (Mercedes-Benz Cabrio), den er für 4000 Mark an einen Zuhälter zu verkaufen versucht. Auf der Probefahrt durch das Hafenviertel wirft der vermeintliche Käufer mit einem Kumpan den hinterrücks bewusstlos geschlagenen Uli aus dem Wagen, woraufhin beide mit dem Fahrzeug davonrasen. Uli überrumpelt seine Schwester zuhause und versucht, an Geld zu kommen. Er stiehlt ein paar Scheine aus einem Nachttisch ihres Schlafzimmers. Als er das Haus verlässt, folgt ihm sein 15-jähriger Bruder Mark, dessen Geld er an sich genommen hat. Erst versucht Uli, Mark abzuwimmeln und ihn nach Hause zurückzuschicken, doch schon bald lässt er sich auf ihn ein. Die beiden Brüder betrinken sich in einer Kneipe auf St. Pauli. Dabei führt Uli seinen jüngeren Bruder in Männerrituale, wie das Trinken von klarem Kornschnaps aus der Flasche und das Rauchen von Zigaretten auf Lunge, ein. Nachts entdeckt Uli den gestohlenen weißen Mercedes zufällig auf St. Pauli wieder. Uli macht das Auto auf, die beiden setzen sich hinein und schlafen betrunken ein. Der Zuhälter und sein Kumpan, die Uli den Wagen abgenommen hatten, kommen aus ihrem Lokal, erkennen die beiden und zerren sie aus dem Wagen, wobei Mark – festgehalten von dem Kumpan – mitansehen muss, wie der Zuhälter seinen Bruder Uli mit einem Knüppel totschlägt. Verstört läuft Mark vom Ort des Geschehens weg.
Am Morgen schläft Mark, immer noch betrunken, vor der verschlossenen Tür des Supermarktes, in dem er seine Ausbildung macht. Er wird von einer Verkäuferin geweckt und beginnt im Supermarkt zu randalieren und die Waren aus den Regalen zu schmeißen. Von der Polizei wird er nach Hause gebracht. Seine Schwester will ihn zu den Eltern nach Cuxhaven schicken. An einer Straßenbahnhaltestelle schläft er ein. Wieder aufgewacht, lernt er in einer Kneipe Gerd und zwei seiner Kameraden kennen. Gerd hatte sich dort mit seiner Ex-Freundin Sonja getroffen, die kurz zuvor vom Tod ihres Freundes Uli erfahren hatte. Sprachlos verlässt Sonja die Szene. Nach einem Besäufnis hintergeht Gerd am nächsten Tag den Drogendealer Frank, indem er dessen Kunden einen Koffer mit Marks Kleidung als Koffer voll Drogen für 4000 Mark verkauft. Von dem Geld kauft Gerd spontan ein zum Chopper umgebautes Motorrad, mit dem er Mark nach Cuxhaven bringen will. Bei einem Zwischenstopp in einer Fernfahrerkneipe – dem Gasthof „Zur Linde“ in Bornberg an der B 73 – zwischen Hamburg und Cuxhaven endet die Fahrt. Nachdem Gerd einen LKW-Fahrer grundlos rüde angepöbelt hat, verlässt dieser das Lokal und überfährt das Motorrad von Gerd mit seinem Lastwagen. Gerd ist außer sich vor Wut und beginnt zu weinen. Per Anhalter gelangen sie zurück nach Hamburg.
Wieder in Hamburg angekommen, erkennt Mark die blonde Freundin eines der Mörder seines Bruders, er folgt ihr in ein Nachtlokal an der Großen Freiheit. Der mittlerweile eingeweihte Gerd verprügelt mit seiner Rocker-Gang Ulis Mörder. Währenddessen zerschlägt Mark die Windschutzscheibe des Mercedes mit einer Eisenstange. Er flieht, als die Polizei eintrifft. Der Film endet mit einer Einstellung auf Marks lächelndes Gesicht, darunter wird der Filmtitel eingeblendet.

## Hintergrund
Der Film wurde von TV-Union Berlin im Auftrag des Zweiten Deutschen Fernsehens im Herbst 1971 produziert. Seine Erstausstrahlung war am 2. Februar 1972 im ZDF. Die Darsteller sind Laien und treten in ihrer Rolle in einigen Fällen unter ihrem bürgerlichen Namen auf. Schauplatz ist im Wesentlichen der Hamburger Kiez. Klaus Lemke verwendete dieselbe Handlung später als Grundlage für seinen Film Die Ratte von 1993.
Zu Beginn des Films sieht man ein Mitglied der Rocker-Gang, das auf einem BMW-Chopper fährt, dessen Tank im gleichen Stars-and-Stripes-Design lackiert ist wie der des Captain-America-Harley-Choppers, der 1969 in Easy Rider vom Hauptdarsteller Peter Fonda gefahren wurde. Die Mitglieder der Rocker-Gang „Bloody Devils“ fahren, abgesehen von einer Moto Guzzi V7 Special, in Rocker ausnahmslos auf 500er bis 750er Zweizylinder-BMW-Boxer-Motorrädern der frühen 1950er bis Anfang der 1970er Jahre, wobei vor allem die älteren BMW-Modelle zum einen Teil zu Café Racern im Stil der englischen Rocker und zum anderen zu Choppern im Custombike-Look der US-amerikanischen Outlaw Biker umgebaut sind.
In der Szene, in der Gerd in seinem Zimmer sitzend in einem Fotoalbum blättert und dabei den Song Jingo von Santana hört, hängt an der Wand ein großes Poster von Schauspieler Marlon Brando in seiner Rolle als Outlaw-Bikergang-Anführer Johnny Strabler in dem legendären Motorrad-Film Der Wilde von 1953.
Alle Motorradfahrer fahren erlaubterweise ohne Helm, da eine allgemeine Helmpflicht für Motorradfahrer in Deutschland erst 1976 eingeführt wurde.
In Bezug auf die Authentizität der im Film Rocker gebrauchten Sprache urteilte der Regisseur Dominik Graf in dem Dokumentarfilm Auge in Auge – Eine deutsche Filmgeschichte, gedreht von Filmwissenschaftler Hans Helmut Prinzler und Filmkritiker Michael Althen, von 2008: „Das sind so Filme, die muss man beschützen, die muss man behalten, die muss man bewahren. Es könnte sein, dass die irgendwann nie mehr ausgestrahlt werden […] Mit dem Film archiviert der Klaus Lemke ja auch eine Sprache, die es nicht mehr gibt […]“.

## Soundtrack
Musikalisch wird der Film mit zeitgenössischen Titeln begleitet.
1. Rolling Stones: Sister Morphine
2. Rolling Stones: Moonlight Mile
3. Santana: Jingo
4. Them: It’s All Over Now Baby Blue
5. Elvis Presley: King Creole
6. Led Zeppelin: Rock’n’Roll
7. Santana: Black Magic Woman
8. Rolling Stones: I Got The Blues

## Kultstatus
Der Film genießt in einigen Kreisen insbesondere in Hamburg Kultstatus. Das Hamburger 3001 Kino hat ihn deshalb regelmäßig im Programm. Nordisch schnodderige Einzeiler wie
- „Du flachst mich nicht, Torte!“
- „Ein Daimler ist ein Daimler und das ist mein Daimler.“
- „Mach dich gerade, Klappstuhl.“

werden dabei vom Publikum gerne mitgesprochen.

## Kritiken
Regisseur Dominik Graf in seiner Laudatio bei der Verleihung des Filmpreises der Stadt München 2010 an Lemke:

„Sein Film ‚Rocker‘, das war für 1972 eine Zeitenwende, zunächst mal für Lemke selbst. […] Wenn man die Erstausstrahlung von Rocker im ZDF, im Februar 1972, miterlebt hat, dann wird man nicht mehr vergessen, wann und wo das war. […] Rocker war mein Einstieg in etwas, das ich nicht definieren konnte, ich hatte keine Ahnung von den westdeutschen Stadtstraßen, keine Ahnung von wüst aussehenden Menschen auf Motorrädern, vom Kiez, von einer anderen westdeutschen Welt […]. Es war Fernsehen als pure Lebenserfahrung.“

„Klaus Lemkes dritter Fernsehfilm bemüht sich um eine authentische Beschreibung des Rocker-Alltags und schrieb durch seinen rüden Jargon und die ungeschönte Beschreibung des Kiez Fernsehgeschichte. Eine nahezu entfesselte Kamera setzte neue Maßstäbe im Bereich des Fernsehfilms.“